# Valdilana
Valdilana est une commune italienne de la province de Biella, dans la région Piémont.

## Administration
| Période                                  | Période | Identité | Étiquette | Qualité |
| ---------------------------------------- | ------- | -------- | --------- | ------- |
|                                          |         |          |           |         |
| Les données manquantes sont à compléter. |         |          |           |         |

### Hameaux
Mosso, Soprana, Trivero e Valle Mosso, Alpe Isolato, Artignaga, Badone, Baltigati, Barbato, Barbero, Bellaria, Barozzo, Bose, Bellavista, Bocchetto, Boschi, Botto, Brovarone, Bulliana, Campore, Capomosso, Castello, Caulera, Centro Zegna, Cerate, Cereje, Cerreia, Cerruti, Crocemosso, Crolle, Dosso, Falcero, Ferla, Ferrero, Fila, Fiorina, Frieri, Frignocca, Gallo, Garbaccio, Gianolio, Giardino, Gioia, Grillero, Guala, Lanvario, Lora, Loro, Luvrino, Marone, Mazza, Mazzucco, Molino, Molinengo, Mosso Santa Maria, Oro, Orcurto, Ormezzano, Piana, Picco, Pistolesa, Polto, Ponzone, Pramorisio, Pratrivero, Prelle, Premarcia, Ricca, Rivarolo, Ronco, Rondò, Roveglio, Sant'Antonio, Sella, Simone, Taverna, Torello, Trabaldo, Trabucco, Vaudano, Venalba, Vico, Villaggio Residenziale, Violetto, Zoccolo

### Communes limitrophes
Bioglio, Camandona, Campiglia Cervo, Caprile, Crevacuore, Curino, Mezzana Mortigliengo, Pettinengo, Piatto, Piedicavallo, Portula, Pray, Scopello, (VC), Strona, Vallanzengo, Valle San Nicolao, Veglio